# Motor bivalente

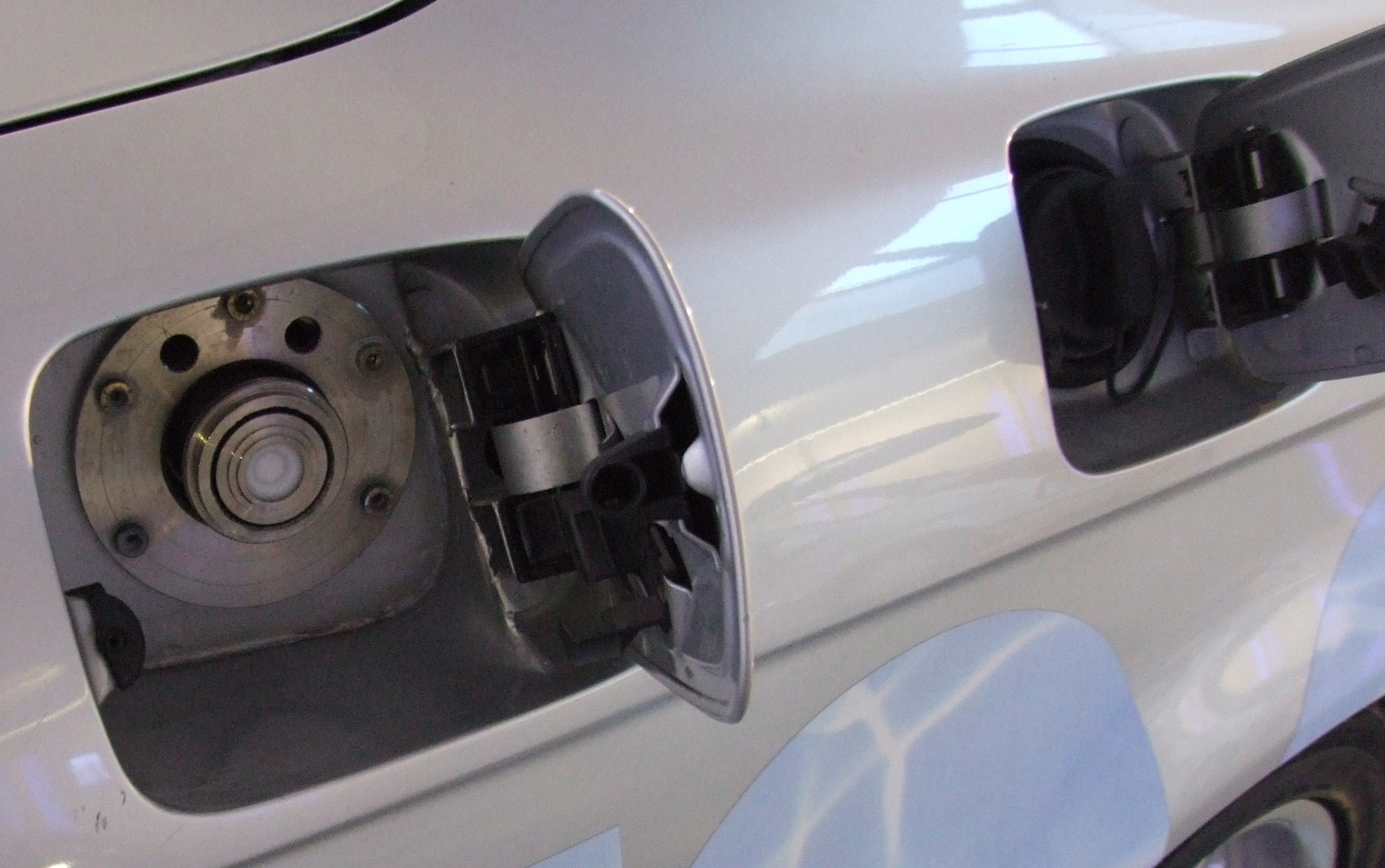
Izquierda: tapón de llenado de hidrógeno de un BMW. Derecha: tapón de llenado para combustible, Museo Autovision, Altlußheim, Baden-Württemberg, Alemania.

Un motor bivalente o bicombustible es un motor de combustión que puede utilizar dos tipos de combustible, y un motor multivalente o multicombustible es un motor puede utilizar más de dos.
Los motores Diesel son, por naturaleza, bivalentes, porque pueden utilizar petrodiésel y biodiésel, aunque muchos motores pueden tener problemas de fiabilidad con proporciones elevadas de biodiésel.
Los motores de explosión, además de gasolina, pueden llegar a utilizar combustibles como gas natural comprimido, gas licuado del petróleo, etanol o hidrógeno.[cita requerida]